# Piastowie świdnicko-ziębiccy
Piastowie świdnicko-ziębiccy – boczna linia śląskiej gałęzi dynastii Piastów. Wyodrębnili się z linii legnickiej i panowali w księstwach świdnickim, jaworskim i ziębickim. Nosili tytuł Panów Fürstenbergu od nazwy zamku Książ. Protoplastą linii był Bolko I Surowy, syn Bolesława II Rogatki (Łysego). Bolko I otrzymał niewielkie księstwo jaworskie, które znacznie powiększył. Linia wygasła na Janie księciu ziębickim w 1428. 

## Drzewo genealogiczne
Bolko I Surowy
- Bernard świdnicki
  - Bolko II Mały
  - Henryk II świdnicki
    - Anna świdnicka, żona Karola IV Luksemburskiego
- Henryk I jaworski
- Bolko II ziębicki
  - Mikołaj Mały ziębicki
    - Bolko III ziębicki
      - Jan Ziębicki
      - Eufemia, ks. ziębicka